# Josef Starkbaum
Josef „Joschi“ Starkbaum (* 22. März 1934 in Brünn; † 12. Jänner 2023 in Österreich) war ein österreichischer Ballonfahrer und Pilot.

## Leben
Josef Starkbaum, der im Zivilberuf Pilot bei Austrian Airlines war, stellte mehrere Rekorde im Ballonfahren auf. Im Jahr 1983 stellte er einen Höhenrekord mit 13.670 m auf ohne Druckanzug und ohne Druckkabine. Er selbst überbot seinen eigenen Rekord im Jahr 1998 mit 15.360 m.
Starkbaum nahm erfolgreich an zahlreichen Wettfahrten teil. Er hält den Rekord, sieben Mal den Gordon-Bennett-Cup gewonnen zu haben (1985–1990 und 1993), sechsmal davon zusammen mit Gert Scholz. In den Jahren 1988 und 1990 gewann er die Ballonweltmeisterschaft ebenfalls mit Gert Scholz.
Starkbaum war langjähriges Mitglied bei der Hochbegabtenvereinigung Mensa Österreich und im Österreichischen Aero-Club.

## Auszeichnungen
- 1976 – Wieland Preis (Österreichischer Luftfahrtverband)
- 1982 – Sportmedaille in Gold (ÖAeC)
- 1982 – „DistinguishedAeronaut“ PilotAchievementAward fromBalloon Federation of America in recognition of demonstrated accomplishment in the sport ofHotAir Ballooning
- 1983 – Montgolfier BallooningDiploma (performance in hot air, FAI/CIA)
- 1985 – Silbernes Ehrenzeichen (ÖAeC)
- 1987 – Goldenes Ehrenzeichen (ÖAeC)
- 1990 – Sportehrenzeichen in Gold der niederösterreichischen  Landesregierung
- 1995 – Weltweit erstes Sporting Badge in Gold mit drei Diamanten (FAI/CIA)
- 1998 – Montgolfier Ballooning Diploma (contribution to the sports, FAI/CIA)
- 2003 – Goldenes Ehrenzeichen für Verdienste um die Republik Österreich
- 2008 – Verdienstzeichen für besondere Leistungen um die Sportluftfahrt (ÖAeC)

Von der FAI, der Internationalen Aeronautische Vereinigung, wurde Starkbaum im Jahr 2008 in die „Hall of Fame“ der FAI/CIA aufgenommen.